# Yves Joseph Marie Frogerays
Yves Joseph Marie Frogerays est un homme politique français né le 16 novembre 1773 à Quimperlé (Bretagne) et décédé le 31 décembre 1831 à Lorient (Morbihan).
Substitut impérial à Lorient, il est député du Morbihan en 1815 pendant les Cent-Jours. Il est confirmé comme magistrat sous la Restauration.

## Sources
- « Yves Joseph Marie Frogerays », dans Adolphe Robert et Gaston Cougny, Dictionnaire des parlementaires français, Edgar Bourloton, 1889-1891 [détail de l’édition]
- Sa fiche sur le site de l'Assemblée nationale